# Herbert Linge
Herbert Linge (ur. 11 czerwca 1928 w Weissach, zm. 5 stycznia 2024) – niemiecki kierowca wyścigowy i rajdowy.

## Kariera
Linge rozpoczął karierę w międzynarodowych wyścigach samochodowych w 1955 roku od startu w wyścigu Tourist Trophy, w którym uplasował się na szesnastej pozycji. W późniejszych latach Niemiec pojawiał się także w stawce 24-godzinnego wyścigu Le Mans, Targia Florio, 24th of May oraz World Sportscar Championship. W latach 1960, 1965 i 1967 odnosił zwycięstwo w 24-godzinnego wyścigu Le Mans odpowiednio w klasach GT 1.6, P 2.0 i GT 2.0.